# フワイクワーン区
フワイクワーン区（フワイクワーンく、タイ語: เขตห้วยขวาง）は、タイ王国バンコク都の行政区の一つ。
この行政区は、時計回りに、チャトゥチャック区、ワントーンラーン区、バーンカピ区、スワンルワン区、ワッタナー区、ラーチャテーウィー区、ディンデーン区の7つの行政区に接している。ホワイクワンとも表記されることが多い。

## 歴史
1978年以前はパヤータイ区に属していた。1978年にバーンカピ区とパヤータイ区が分かれた。1993年に区割りが再調整されて、バーンカピ区とパヤータイ区の間に新しい区として誕生した。

## 建物・施設等
- 泰日協会学校
- タイ文化センター
- バンコク病院
- ラーマ9世病院
- ピヤウェート病院

## 交通
- タイ国有鉄道
  - クローンタン駅
- バンコク・メトロ
  - ラッチャダーピセーク駅、スッティサーン駅、フワイクワーン駅、タイ文化センター駅、ラーマ9世駅、ペッチャブリー駅